# Орнат
Орнат (от латински: ornatus – бижу, украшение, накит; изящно, пищно облекло, носия; и от латински: ornare – украсявам, декорирам) описва тържествени, церемониални, официални одежди на духовник, владетел или висш чиновник, които се носят при тържествени, възвишени и представителни поводи, като например при коронация. В случай на последната към коронационния орнат спадат инсигниите на съответната длъжност, напр. корона, царски скиптър, патриаршески жезъл и т.п.